# Strigile

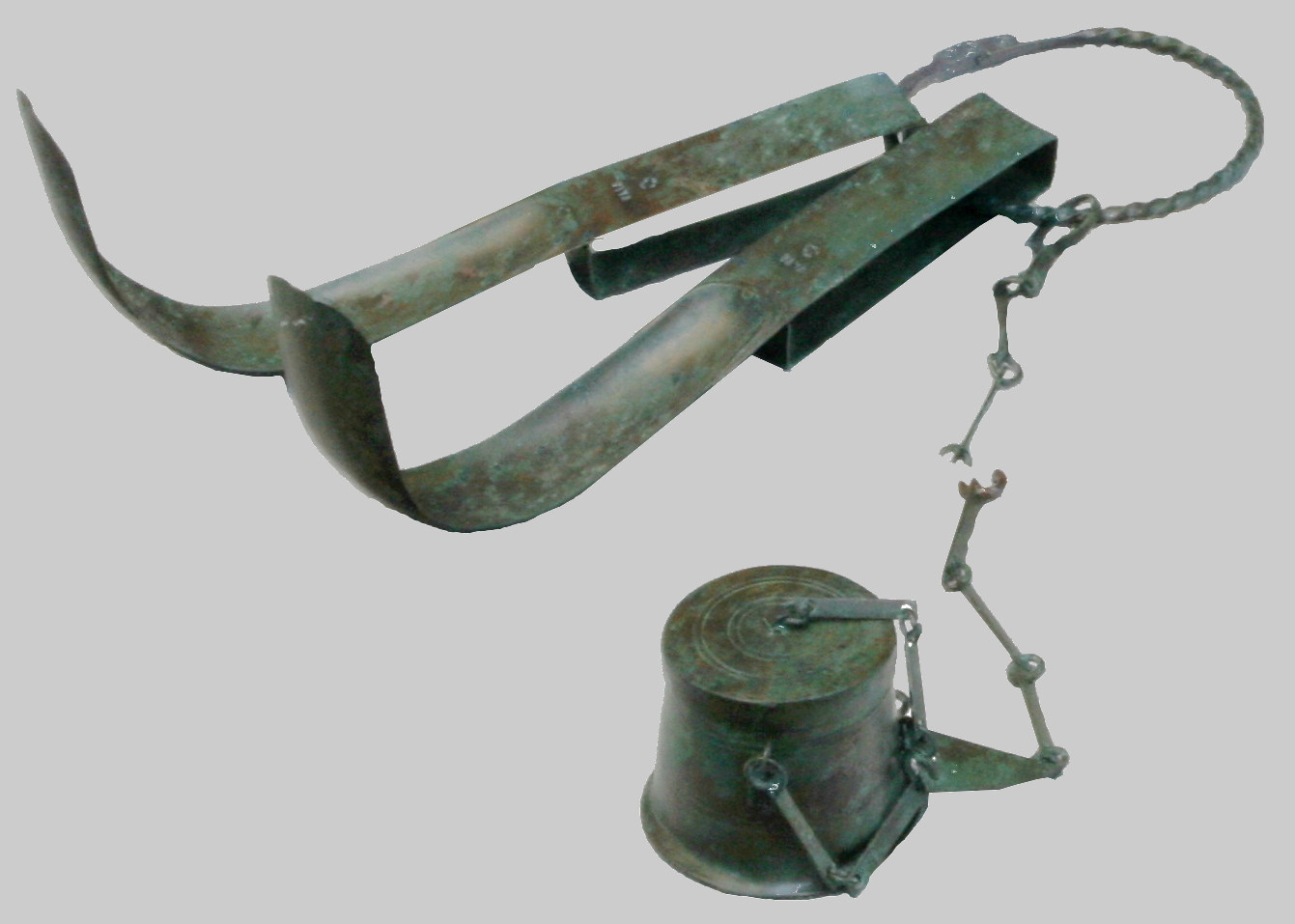
Strigile romain du Ier siècle av. J.-C.

Le strigile est une sorte de racloir recourbé, utilisé les Grecs et par les Étrusques généralement après le sport (lutte, pancrace). Il servait à gratter l'huile et la saleté de la peau des athlètes, et apparaissait donc comme un élément courant de l'équipement de la palestre. Il était considéré comme un objet particulièrement personnel. Il était également utilisé par les Romains dans les thermes romains pour se nettoyer la peau lorsqu'ils se lavaient. Cette étrille en forme de « S » et à la lame courbe servait aussi à nettoyer les chevaux.

## Description
La panoplie des ustensiles utilisés pour la toilette chez les Étrusques comportait l'éponge, l'aryballe et le strigile. Ce dernier permettait de racler de leur peau la poussière et l'huile mélangées.
Plus tard, les Romains qui ne connaissaient pas le savon et utilisaient de la soude, de la cendre et[réf. souhaitée] de l'huile, se raclaient la peau avec un strigile pour la débarrasser de ses impuretés,.
La forme courbe du strigile servait de motif décoratif aux sarcophages romains ou paléochrétiens. En archéologie, on appelle strigiles les cannelures décoratives à tracé sinueux.

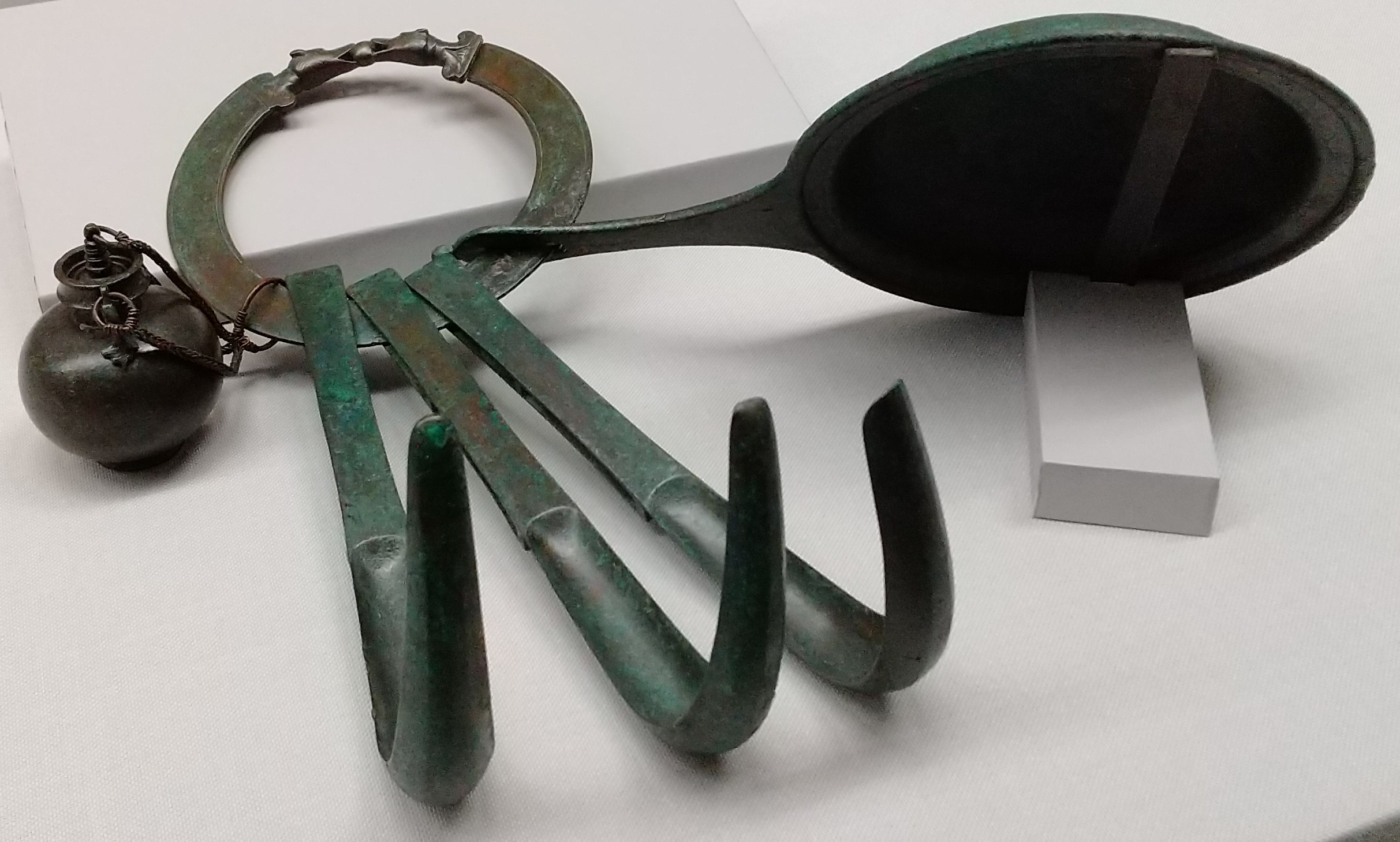
Ensemble de bain: trois strigiles, une patère, un aryballe.
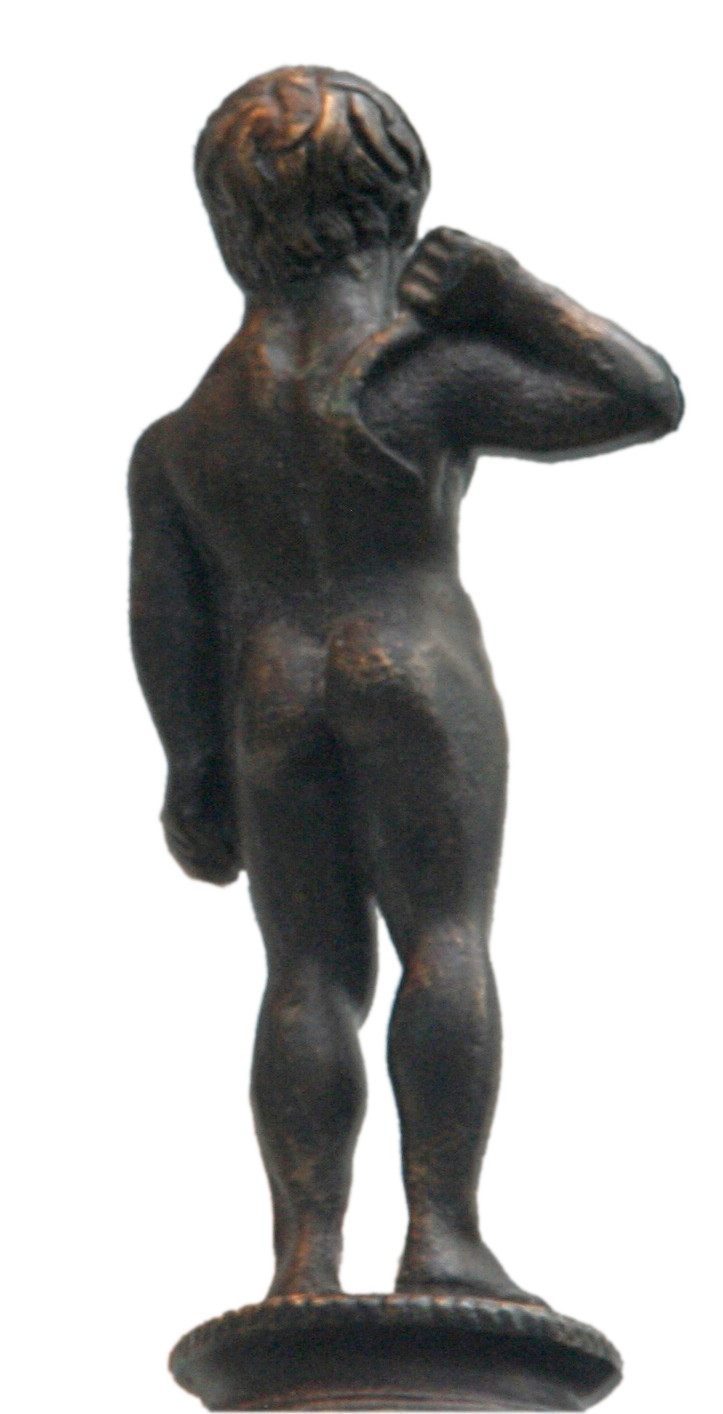
Athlète se nettoyant.
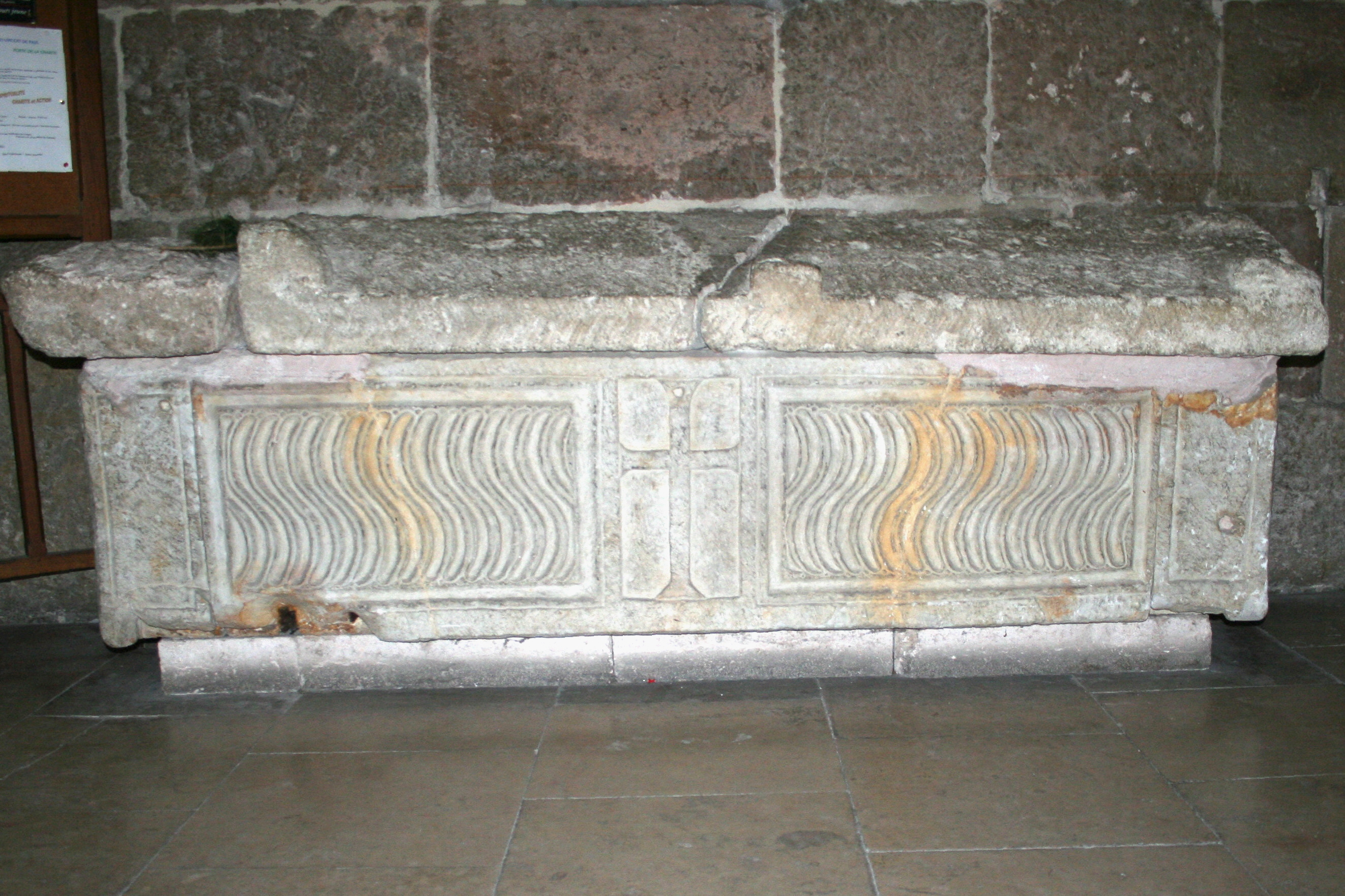
Sarcophage orné du motif répété.
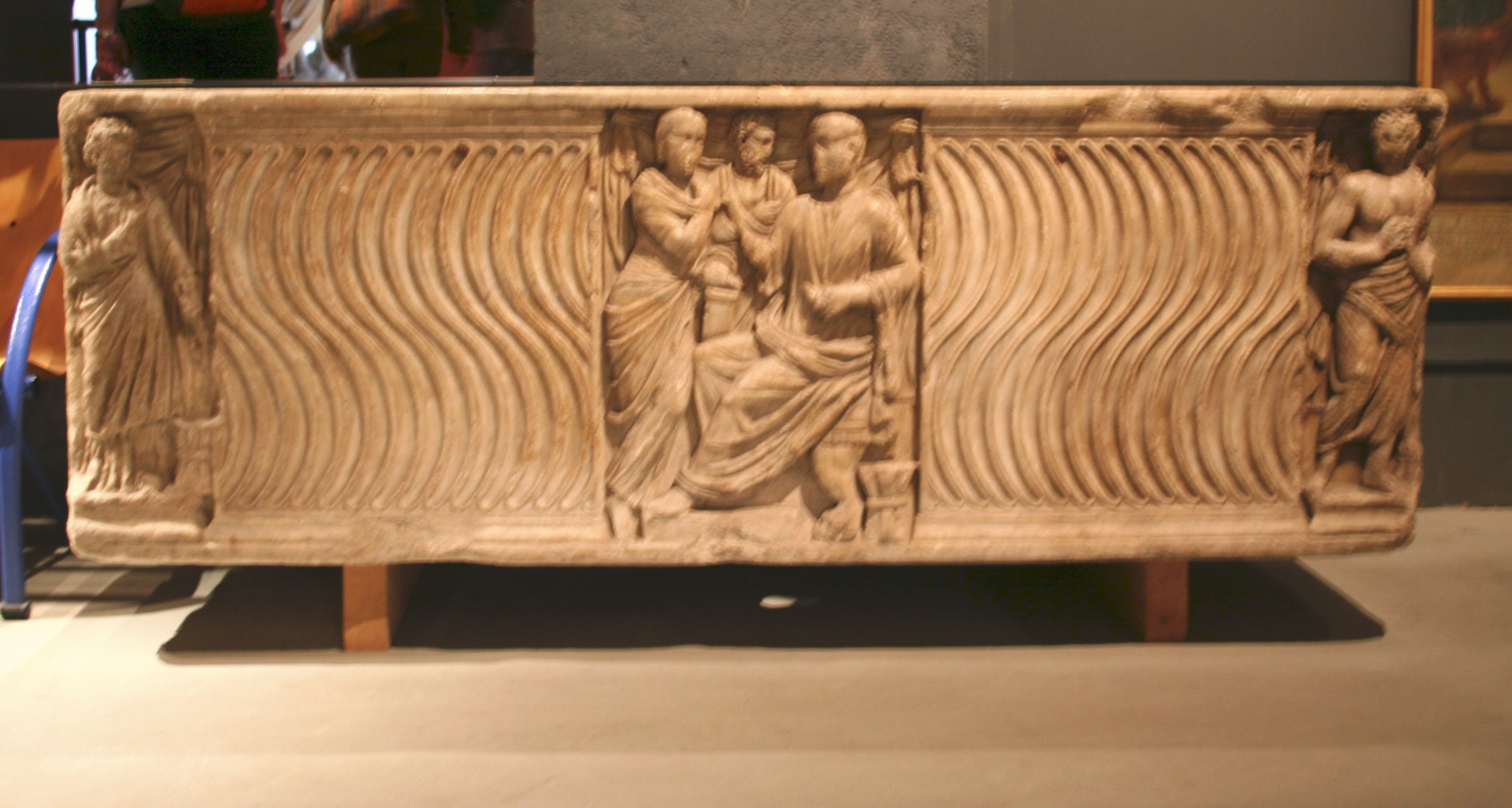
Autre sarcophage au motif.